# Грицько Машоні
Грицько́ Машо́ні (італ. Grytzko Mascioni; 1 грудня 1936, Вілла-ді-Тірано — 12 вересня 2003, Ніцца) — швейцарський письменник та журналіст. Написав близько 50 творів італійською мовою.
Виріс у Пушлаві та Вельтліні. Письменника було названо на честь літературного персонажу роману «Грицька» з повісті Гоголя «Сорочинський ярмарок»). Вивчав право в Мілані. Від 1961 до 1991 року був редактором та автором італійськомовної Радіо-телекомпанії Швейцарії, зробив вагомий внесок у розбудову італійськомовного швейцарського телебачення. Крім того, працював у редакції газети «Gazzetta Ticinese». В 1991—1996 рр. керував Італійським культурним інститутом у Загребі.
Машоні був головою Спілки письменників італійськомовної Швейцарії, а також ПЕН-клубу італійської та ретороманської Швейцарії. 1987 року був президентом 50-го Конгресу міжнародного ПЕН-клубу в Лугано.
Нагороджений Премією Шиллера 2000 року.